# Francesca Morosini
Francesca Morosini, död 1454, var hertiginna av Naxos 1418–1433 som gift med hertig Johan II Crispo. Hon var regent som förmyndare för sin son Giacomo II Crispo 1433.